# Tölö, Kungsbacka
Tölö ängar är en stadsdel i nordöstra  Kungsbacka och var tidigare kyrkbyn i Tölö socken. Området ligger mellan Hede och Kungsbacka station.
I Tölö ängar finns Tölö kyrka och villakvarter.

## Näringsliv
I Tölö ängar finns industrier som: 
- Kungsbacka Tryckeri AB
- Fortum
- A-hus och Annebergssågen
- Lab-Gruppen (tillverkning av elektronikprodukter)
- Danaher Särö AB (tillverkning av robottruckar)

I området finns även Skanska Sverige AB. Bland livsmedelsdetaljister hittas både Hemköp och ICA Kvantum. 
Bergsala AB med säte i Kungsbacka är sedan 1981 agent för Nintendo i Norden och de baltiska staterna. De har sedan dess försett 85 % av de svenska hemmen med ett eller flera spel från japanska Nintendo.